# This Is Me Trying
«This Is Me Trying» (стилизовано строчными буквами) — песня американской певицы Тейлор Свифт, вышедшая 24 июля 2020 года на лейбле Republic Records и вошедшая в её восьмой студийный альбом Folklore. Песня написали Свифт и Джек Антонофф, а спродюсировали они же и Джо Элвин. Это оркестровый поп и дрим-поп-песня, которую поддерживают орган, медленные ритмы и рожки.
Песня написана «с точки зрения трех разных персонажей»; Свифт передала эмоции, испытываемые в 2016 и 2017 годах. Рассказчик песни «This Is Me Trying» принимает перспективу «отвергнутой стороны с разрушительным эффектом». Свифт пытается скрыться в роли рассказчика трека, поскольку она принимает чужую точку зрения на себя. Свифт в документальном фильме «Folklore: The Long Pond Studio Sessions», сказала, что песня также затрагивает тему алкоголизма.
Критики высоко оценили продюсирование и текст песни, а некоторые похвалили вокальное исполнение Свифт. В США песня «This Is Me Trying» заняла 39-е место в Billboard Hot 100 и девятое место в Hot Rock & Alternative Songs. Она также вошла в топ-40 в чартах синглов Австралии, Канады и Сингапура. Песня «This is Me Trying» была использована в рекламном ролике, посвященном возвращению американской гимнастки Симоны Байлз на летние Олимпийские игры 2020 года после того, как она снялась с нескольких соревнований из-за проблем со здоровьем.

## История
Тейлор Свифт и продюсер Джек Антонофф написали и спродюсировали песни для предыдущих студийных альбомов Свифт 1989 (2014), Reputation (2017) и Lover (2019). Они снова сотрудничали над альбомом Folklore, который Свифт неожиданно выпустила как альбом-сюрприз на фоне пандемии COVID-19 в 2020 году. Folklore вышел 24 июля 2020 года на Republic Records.. Свифт написала или выступила соавтором всех песен альбома, а вместе с Антоноффом спродюсировала шесть, включая «This Is Me Trying». Свифт написала текст песни «с точки зрения трёх разных персонажей»; она передала эмоции, которые испытывала в 2016 и 2017 годах: «Я просто чувствовала, что абсолютно ничего не стою». В первом куплете речь идёт о персонаже, который переживает жизненный кризис и терпит неудачу в отношениях, а во втором — о том, кто «имеет большой потенциал, но чувствует, что проиграл в жизни», впал в алкогольную зависимость и имеет «проблемы с борьбой каждый день». В третьем куплете Свифт задалась вопросом, какой получилась бы песня, если бы её продюсировали the National.
В записи «This Is Me Trying» также принял участие английский актёр Джо Элвин. Песня была записана в студии Kitty Committee в Беверли-Хиллз Лорой Сиск и Антоноффом. Последний также играл на бас-гитаре, электрогитаре, барабанах, органе и клавишных, которые были записаны в студиях Conway Recording Studios в Лос-Анджелесе и Electric Lady Studios в Нью-Йорке. Эван Смит играл на саксофоне и дополнительных клавишных, запись обоих инструментов проходила в студии Pleasure Hill Recording в Портленде. Бобби Хоук и Лоренцо Вольф отвечали за струнные, которые были записаны на студии Restoration Sound в Нью-Йорке. Джон Руни и Джон Шер работали в качестве ассистентов звукоинженеров. Сербан Генеа смикшировал «This Is Me Trying» в студии MixStar в Верджиния-Бич, а Джон Ханес выступил в качестве микс-инженера. Мастеринг был выполнен Рэнди Мерриллом в Sterling Sound в Нью-Йорке.

## Композиция
Песня «This is Me Trying» была написана с разных точек зрения. Песня была вдохновлена душевным состоянием Свифт в 2016—2017 годах, когда она «чувствовала, что [она] абсолютно ничего не стоит». Она также содержит темы зависимости и экзистенциального кризиса. По словам Свифт, окружающие не замечали её попыток «не попасть в старые шаблоны». В документальном концертном фильме Folklore: The Long Pond Studio Sessions (2020) Свифт сказала, что песня также затрагивает тему алкоголизма. В тексте также затрагивается тема «где находится её жизнь», как замечено в куплете: «Я растратила весь свой потенциал». Песня документирует ответственность и сожаление человека, который признается, что чувствует себя недостаточным. Однако есть «чувства надежды и роста».
Рассказчик песни «This Is Me Trying» принимает перспективу «отвергнутой стороны с разрушительным эффектом». Свифт пытается скрыться в роли рассказчика трека, поскольку она «доверяет мнению другого человека о ней». Она передает идею о том, что у неё есть привычка требовать «последнего слова, публичного и частного», и это стало её падением. «This Is Me Trying» это оркестровый поп и дрим-поп-песня. В её инструментарии присутствуют «зевающий» орган, «тонкие» рожки, ударные, струнные и саксофон. Трек написан в тональности ля мажор и имеет умеренно быстрый темп 136 ударов в минуту. Диапазон вокала Свифт колеблется от D3 до C5. «This Is Me Trying» переходит в «изнуренное оркестровое величие». Лаура Снейпс из The Guardian написала, что песня «[звучит] ещё более тревожно из-за того, как голос Свифт, обработанный на призрачном, огромном расстоянии, кажется, охватывает всю песню своим отчаянием».

## Отзывы
Песня «This Is Me Trying» получила положительные отзывы от большинства музыкальных критиков. Александреа Ланг из Dallas Observer назвала «This Is Me Trying» одной из «самых глубоких и недооценённых» песен на альбоме Folklore, похвалив «великолепный, дышащий вокал» Свифт и «безупречную» передачу эмоций человека, борющегося с мотивацией и психическими заболеваниями. Джонатан Киф из Slant Magazine подтвердил, что трек «по-прежнему демонстрирует мастерское владение Свифт структурой песни». Люси Харброн из журнала Clash похвалила «склонность Свифт к смешению последних остатков её кантри с более современным звучанием». Критик Rolling Stone Роб Шеффилд сказал, что трек — это «тревожно остроумная история о том, как кто-то изливает своё сердце, чтобы не налить себе ещё виски». Относительно метафоры песни, созданной Свифт, Шеффилд сказал: «Тейлор могла бы изобрести геометрию, но Евклид не смог бы написать эту песню».
Роб Харвилла из сетевого издания The Ringer' назвал песню одной из «самых сочных и интенсивных песен альбома», пропитанной сожалением, неудачей и выпивкой, «столь же светлой, сколь и мрачной». Он похвалил «острое и конкретное» письмо Свифт и «лилейную сочность» продюсирования Антоноффа. Критик New Statesman Анна Лешкевич определила «This Is Me Trying» как «экспансивный, атмосферный портрет» человека, предпочитающего уязвимость «защитным механизмам» в отношениях. Несмотря на менее благоприятную оценку песни, Эрик Мейсон, написавший обзор для журнала «Slant Magazine», высоко оценил ранимость Свифт в песне, заявив, что в ней она «использует как свою уязвимость, так и способность причинить вред».
Песня «This Is Me Trying» была включена в список лучших песен 2020 года по версии журнала Teen Vogue. В списке 15 любимых песен Свифт, составленном журналом Clash, Люси Харброн отметила вокал певицы: «Это один из первых случаев, когда её голос звучит так зрело и неровно, как будто бридж кусает вас за уши». В издании Vulture, где перечислены все песни в дискографии Свифт, Джонс написал о «This Is Me Trying»: «Кульминация подкрадывается незаметно, как момент ясности». Шеффилд включил её в число 20 лучших песен в дискографии Свифт: «Эту песню Folklore легче всего недооценить, потому что она кажется такой обманчиво прямолинейной».

## Коммерческий успех
После выхода альбома Folklore песня «This Is Me Trying» дебютировала в различных чартах синглов. В США песня достигла 39-го места в чарте Billboard Hot 100 в выпуске от 8 августа 2020 года. Кроме того, песня достигла девятой позиции в рок-чарте Hot Rock & Alternative Songs, где продержалась 14 недель. Песня также вошла в топ-40 в Австралии, Канаде и Сингапуре.

## Участники записи
По данным Tidal.
- Тейлор Свифт — вокал, автор, продюсирование
- Джек Антонофф — продюсирование, автор, ударные, перкуссия, программирование, клавишные, бас, фоновый вокал, орган, звукозапись
- Джо Элвин — продюсирование
- Эван Смит — саксофоны, клавишные
- Бобби Хоук — струнные
- Лоренцо Вульф — струнные
- Лаура Сиск — запись
- Джон Руни — ассистент звукоинженера
- Джон Шер — ассистент звукоинженера
- Сербан Генеа — сведение
- Джон Ханес — микширование
- Рэнди Меррилл — мастеринг

## Чарты
| Чарт (2020)                                  | Высшая позиция |
| -------------------------------------------- | -------------- |
| Австралия (ARIA)                             | 18             |
| Канада (Billboard Canadian Hot 100)          | 30             |
| Португалия (AFP)                             | 126            |
| Сингапур (RIAS)                              | 15             |
| Швеция (Heatseekers, Sverigetopplistan)      | 18             |
| Великобритания (UK Streaming Chart)          | 39             |
| США (Billboard Hot 100)                      | 39             |
| США (Billboard Hot Rock & Alternative Songs) | 9              |
| США (Rolling Stone Top 100)                  | 13             |

| Чарт (2020)                                   | Позиция |
| --------------------------------------------- | ------- |
| США (Hot Rock & Alternative Songs, Billboard) | 40      |

### Комментарии
1. ↑  Свифт пострадала от таблоидных сплетен летом 2016 года, когда она была вовлечена в получившую широкую огласку вражду с рэпером Канье Уэстом и медийной личностью Ким Кардашьян после того, как Уэст выпустил сингл «Famous»[1][4]